# Moritzoppia
Moritzoppia är ett släkte av kvalster. Moritzoppia ingår i familjen Oppiidae.

## Dottertaxa tillMoritzoppia, i alfabetisk ordning[1]
- Moritzoppia cuneocostulata
- Moritzoppia dentifera
- Moritzoppia escotata
- Moritzoppia hamata
- Moritzoppia incisa
- Moritzoppia jamalica
- Moritzoppia keilbachi
- Moritzoppia longilamellata
- Moritzoppia longohisterosoma
- Moritzoppia metulifera
- Moritzoppia microdentata
- Moritzoppia minuta
- Moritzoppia montana
- Moritzoppia myrmophila
- Moritzoppia nana
- Moritzoppia neerlandica
- Moritzoppia nikolskii
- Moritzoppia nitens
- Moritzoppia oreia
- Moritzoppia pinea
- Moritzoppia praestans
- Moritzoppia problematica
- Moritzoppia punctata
- Moritzoppia similis
- Moritzoppia sitnikovae
- Moritzoppia splendens
- Moritzoppia subfallax
- Moritzoppia tridentata
- Moritzoppia unicarinata
- Moritzoppia volcanensis